# Institut d’études politiques de Bordeaux

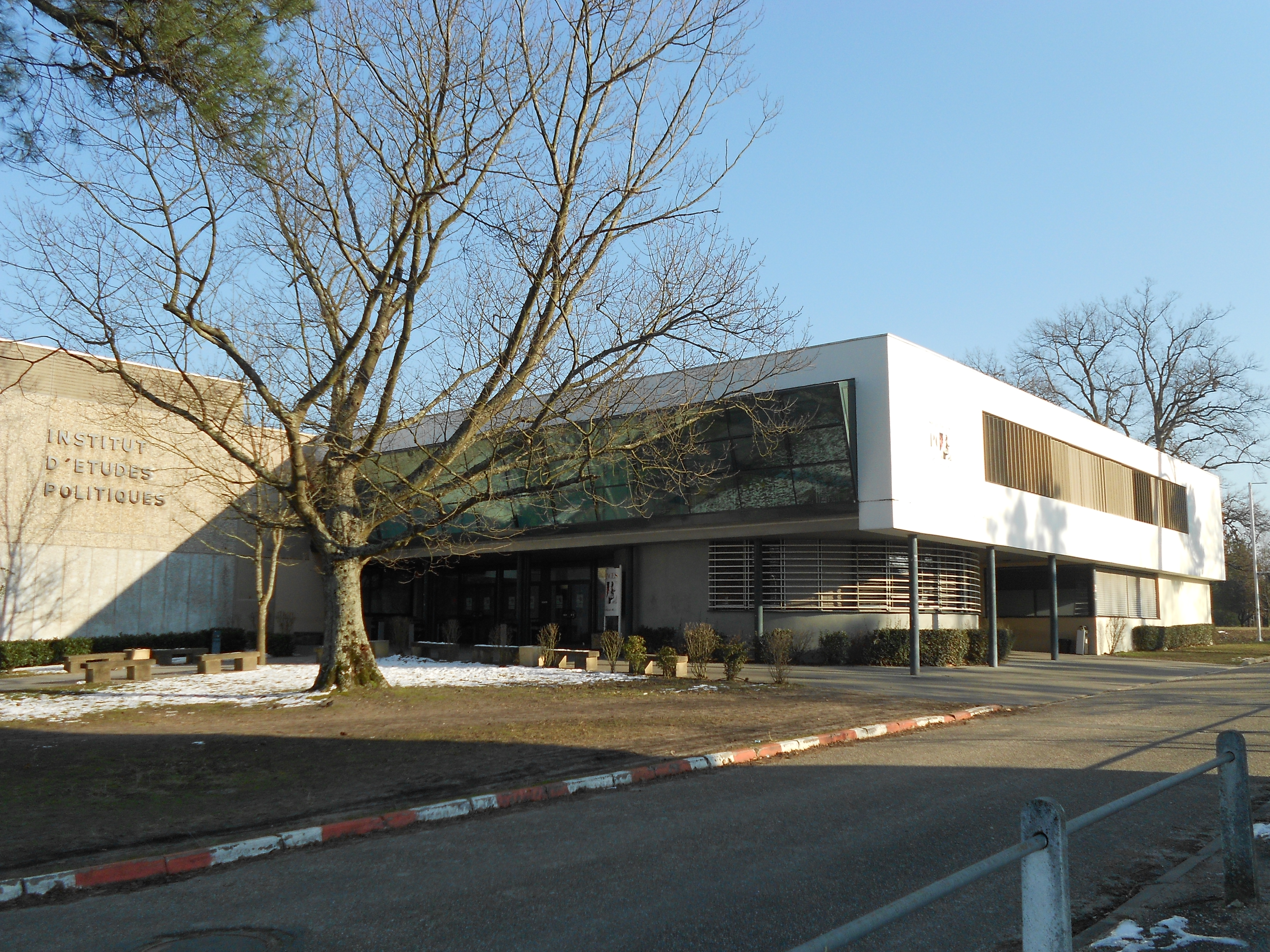
Das Institut für politische Studien der Universität Bordeaux 4 im Februar 2012

Sciences Po Bordeaux, welches auch „Institut d’études politiques de Bordeaux“ (Institut für Politikwissenschaften) genannt wird, wurde im Jahr 1948 gegründet und gehört zum französischen Elitehochschulsystem der Grandes écoles. Es befindet sich auf dem Universitätscampus von Pessac, acht Kilometer entfernt vom Zentrum von Bordeaux und ist institutionell mit der Universität Montesquieu Bordeaux IV verbunden. Es ist eins von insgesamt neun Instituts d’études politiques in Frankreich.
Unter der Leitung des ehemaligen Institutsdirektors und Politikprofessors Vincent Hoffmann-Martinot erfuhr das Institut seit Juni 2013 einen Komplettumbau, der vom Conseil régional d’Aquitaine sowie von der Stadt Pessac finanziert wurde. Die neuen Räumlichkeiten wurden 2016 vom französischen Premierminister Bernard Cazeneuve offiziell eingeweiht.

## Präsidenten
- 1948–1957: Maurice Duverger
- 1958–1967: Marcel Merle
- 1967–1976: Albert Mabileau
- 1976–1984: Claude Emery
- 1984–1998: Pierre Sadran
- 1998–2007: Robert Lafore
- 2007–2016: Vincent Hoffmann-Martinot
- 2016–2021: Yves Deloye
- Seit 2021: Dominique Darbon

## Studium

### Aufnahme
Die Zulassung an der Sciences Po Bordeaux zur Filière Générale (Grundstudium) sowie zu den binationalen Studiengängen erfolgt durch einen Concours, der ein umfassendes Allgemeinwissen in den Bereichen Politik, Wirtschaft, Recht und Geschichte voraussetzt, um das hochselektive Auswahlverfahren zu bestehen. Die Aufnahmetests setzen sich zusammen aus einer dreistündigen „Dissertation“ über ein aktuelles politisches Thema, bei der das Verständnis-, Reflexions- und Argumentationsvermögen geprüft wird, aus einer Klausur im Bereich Geschichte sowie aus einem zweistündigen Sprachtest in Englisch, Deutsch, Spanisch, Italienisch, Portugiesisch oder Russisch. Sofern bereits eine Classe préparatoire besucht wurde, variieren die Anforderungen und die Arten der Tests in den Bereichen Politik-, Wirtschafts- und Rechtswissenschaft.

### Grundstudium
Das Studium am Sciences Po Bordeaux dauert fünf Jahre. Das erste und das dritte Jahr bilden das Grundstudium. Die Studenten sollen ein sehr großes Basiswissen erhalten. Folglich werden die Studenten im ersten und dritten Jahr in Politik- und Sozialwissenschaften, aber auch in Rechts- sowie Wirtschaftswissenschaften unterrichtet. Daneben in Geschichte, Internationalen Beziehungen und Geographie. Des Weiteren ist das Lernen von zwei Fremdsprachen sowie ein Sportkurs obligatorisch. Eine Besonderheit stellt das Fach „Culture générale“ dar, in welchen den Studenten Allgemeinbildung gelehrt wird.
Der Unterricht stützt sich auf zwei Formate: Die Vorlesungen und die „Conférences de methode“, welche wie Seminare organisiert sind. Pro Semester haben die Studenten ca. 8–11 Vorlesungen und fünf Conférences. Die Vorlesungen werden durch Klausuren abgeschlossen, die Conférences hingegen beanspruchen wesentlich mehr Arbeitsaufwand durch Referate, wissenschaftliche Arbeiten, Klausuren und mündliche Prüfungen.

### Auslandsjahr
Das zweite Jahr ist ein obligatorisches Auslandsjahr, bei welchem die Studenten zwischen dem reichen Angebot an Partnerschulen aus aller Welt wählen können. Die Sciences Po Bordeaux unterhält mit ca. 130 Hochschulen Verträge zum Austausch von Studenten, darunter viele deutsche Universitäten wie die Universität Stuttgart, Universität Potsdam, Universität Bremen, Universität Marburg, Universität Trier und die Universität Hamburg.

### Masterstudium / Graduate Program
Nach dem dritten Jahr wählen die Studenten einen Master, welcher zwei weitere Jahre dauert, um sich zu spezialisieren. Nach erfolgreichem Abschluss des Studiums wird den Studenten das Diplom des Sciences Po Bordeaux sowie ein Master verliehen.
Die Sciences Po Bordeaux bietet Master mit verschiedenen Spezialisierungen an:
- Administration et gestion publique (AGP), (Öffentliche Verwaltung und Management)
- Politique, société et communication (PSC), (Politik, Gesellschaft und Kommunikation)
- Études internationales (EI), (Internationale Studien)
- Gestion des entreprises et des organisations (GEO). (Management von Unternehmen und Organisationen)

Im fünften Jahr wird der gewählte Master in weitere Spezialisierungen aufgefächert und es werden Praktika absolviert. Dabei kann man unter 29 verschiedenen Masterspezialisierungen wählen. Laut eigenen Angaben der Sciences Po Bordeaux bestehen mehr als hundert Studierende jedes Jahr die Aufnahmeprüfungen für Posten in der hohen französischen Staatsverwaltung, darunter auch für die renommierte Hochschule für die Verwaltungselite École nationale d’administration (ENA). Die Vorbereitung auf diese hochselektiven Prüfungen erfolgt im institutseigenen Vorbereitungszentrum, das seit vielen Jahren eine der höchsten Erfolgsquoten in Frankreich anzeigt.

### Doppelte Masterabschlüsse
Weitere Besonderheiten sind integrierte Studiengänge, bei denen die Studenten jeweils zwei Jahre an der Partnerhochschule und zwei Jahre am Sciences Po Bordeaux studieren und zwei Abschlüsse erhalten. Solche Studiengänge existieren mit der Universität Stuttgart, Universidad Autónoma de Madrid, Universität Cardiff, Universität Coimbra und der Universität Turin. Des Weiteren existieren Doppeldiplome mit Universitäten in Moskau, Kanada und der Washington State University.

## Rencontres Sud-Ouest
Mit einer der größten französischen Tageszeitungen, dem Sud-Ouest, organisiert das Sciences Po Bordeaux Vorträge von bekannten Persönlichkeiten. Pro Jahr finden ca. zehn solcher Veranstaltungen statt. Eingeladen waren bisher französische Premierminister wie Alain Juppé oder Lionel Jospin, Minister wie Valérie Pécresse, Politische Persönlichkeiten wie Carla Del Ponte, Dominique Strauss-Kahn, Ségolène Royal oder der Dalai Lama, aber auch Filmemacher wie zum Beispiel Bertrand Tavernier. Auch bekannte deutsche Persönlichkeiten, darunter Joschka Fischer, konnten bereits für einen Vortrag gewonnen werden.

## Besondere Lehrstühle
Seit 2009 verfolgt Sciences Po Bordeaux eine Öffnung hinsichtlich Lehrstühlen (chaire) welche von der freien Wirtschaft oder anderen Institutionen gestiftet werden. Gleich im Jahr 2009 konnten vier verschiedene neue Lehrstühle eingeweiht werden. So wurden neue Professoren angeworben für den „Chaire Vergniaud“ zur Forschung über Territoriale Steuerungssysteme und den „Chaire Michel-Vaisan“ zur Forschung über die israelische Politik und Gesellschaft. Daneben existiert der „Chaire d’excellence Tocqueville-Fulbright“, ein besonderer von der Fulbright-Kommission gestifteter Lehrstuhl zur Forschung im Feld der Politikanalyse der USA, und der „Chaire Jean Zay“ zur Erforschung der Laizität in modernen Gesellschaften.
Darüber hinaus werden jedes Jahr Professoren oder Persönlichkeiten aus Wirtschaft und Politik eingeladen, um für ein Semester eine Vorlesung zu geben. Diese sogenannten „cours d’ouverture“ können von den Studenten neben den Pflichtvorlesungen frei gewählt werden. Eine Tradition ist die Vorlesung vom ehemaligen Premierminister Alain Juppé über Globalisierung, die er seit mehreren Jahren anbietet.

## Studentische Initiativen
Am Sciences Po Bordeaux gibt es zahlreiche „Associations“, in welchen sich Studenten neben ihrem Studium für bestimmte Themen engagieren. Das „Bureau des élèves“ ist die größte Organisation, welche Feiern, Galas und kulturelle Aktivitäten plant. Daneben gibt es das „Bureau des arts“, welches hauptsächlich um kulturelle Events wie Ausstellungen oder Konzerte plant. „Erasmix“ ist eine Organisation, welche für die Integration der Austauschstudenten gegründet wurde und heute hauptsächlich Exkursionen, Partys und kulturelle Aktivitäten plant, um Austauschstudenten und französische Studenten zusammenzubringen. Viele weitere Organisationen beschäftigen sich mit politischen und wirtschaftlichen Themen („Entreprendre Ensemble“, „Jeunes Européens“), aber es gibt zum Beispiel auch eine Organisation für Önologie.